# 高覧
高 覧（こう らん、生没年不詳）は、中国後漢時代末期の武将。名は奐ともいう。

## 正史の事跡
袁紹配下。正史では建安5年（200年）10月、官渡の戦いで烏巣の攻撃に向かった曹操の留守を衝くため、同僚の張郃と共に曹操の本陣に攻撃を仕掛けた。しかし、最終的には攻め落とせず、本陣を守っていた曹洪に降伏した。記述はこれのみであり、張郃と異なり曹操の下での活躍の記載は全く無い。

## 演義の高覧
一方、小説『三国志演義』では、高覧の活躍が大いに描かれている。
顔良・文醜亡き後の袁紹軍において、高覧は張郃と共に2枚看板的な勇将として登場する。官渡の戦いでは許褚と互角に一騎討ちを繰り広げる。
烏巣の兵糧庫が曹操軍に急襲された際には、高覧は張郃と共に曹操軍の本陣を攻撃したが、反撃を受けて大敗を喫してしまう。すると、本陣攻撃を進言した郭図が、自分の作戦の失敗を押し付けようと図り、張郃と高覧について袁紹に讒言する。また一方で郭図が、張郃と高覧に袁紹が2人を粛清しようとしていると連絡したため、怒った高覧は袁紹からの帰還督促の使者を斬り捨て、さらに張郃も説き伏せて共に曹操に投降することとなっている。
曹操は降伏してきた高覧を、偏将軍・東萊侯に封じる。その後、高覧は張郃と共に先鋒を務め、袁紹軍を撃破している。倉亭の戦いでは、右翼5番手として戦い、またしても袁紹軍撃破に貢献する。また、汝南で勢力を築きつつあった劉備の討伐に参加し、反乱軍の一人劉辟を討ち取るなどして、劉備を自害寸前まで追いつめている。しかし、救援として駆けつけた趙雲に馬上から突き落とされ生死不明となり、以後登場しなくなる。

## 注
1. ↑  なお、郭図が張郃を讒言した話は正史にもあるが、高覧については触れられていない。